# Arthur Müller (Mediziner)
Arthur Müller (geb. 24. Dezember 1863 in Gotha; gest. 4. Dezember 1926 in München) war ein deutscher Frauenarzt und Helminthologe.

## Leben
Arthur Müller studierte zunächst Zoologie in Jena und München unter anderem bei Ernst Haeckel und Oscar Hertwig und wechselte dann zur Medizin. 1889 promovierte er in München. Anschließend spezialisierte er sich bei Franz von Winckel auf Geburtshilfe und Gynäkologie und ließ sich im Anschluss in München als Frauenarzt nieder. Er publizierte einige wissenschaftliche Arbeiten zur Geburtshilfe. Darüber hinaus verfasste er einige Arbeiten zur Helminthologie und war Erstbeschreiber einiger Fadenwurmarten, unter anderem der Gattung Strongyluris.

## Werke
- Die Nematoden der Säugethier-Lungen und die Lungenwurmkrankheit. 1889.
- Helminthologische Beobachtungen an bekannten und unbekannten Metazoen. Arch. Naturgesch. Band 60, 1894, S. 113–128.